# Integralgleichung 1. Art
In der Mathematik wird eine Integralgleichung, bei der die gesuchte Funktion nur unter dem Integralzeichen vorkommt, als Integralgleichung 1. Art bezeichnet. Sind beispielsweise {\displaystyle A,B\subseteq \mathbb {R} }, {\displaystyle k\colon A\times B\times \mathbb {R} \to \mathbb {R} } und {\displaystyle f\colon A\to \mathbb {R} } gegeben, so ist 
{\displaystyle \int _{B}k\left(s,t,x(t)\right)\,\mathrm {d} t=f(s)}
eine Integralgleichung der 1. Art für die unbekannte Funktion {\displaystyle x\colon B\to \mathbb {R} }.

## Einteilung
Sind die Grenzen des Integrals fix, so wird die Integralgleichung Fredholmsch genannt; tritt die freie Variable in den Integralgrenzen auf, so heißt die Integralgleichung Volterrasch.
Ein einfaches Beispiel einer Volterraschen Integralgleichung 1. Art ist die Gleichung
{\displaystyle \int _{0}^{s}x(t)\,\mathrm {d} t=f(s)},
deren Lösung offensichtlich die erste Ableitung ist: {\displaystyle x(t)=f'(t)\!}.

## Lösbarkeit
Integralgleichungen 1. Art sind in der Regel sogenannte inkorrekt gestellte Probleme, also Probleme, die nicht in kanonischer Weise gelöst werden können. Ist nämlich
{\displaystyle K\colon x\mapsto \int _{B}k\left(s,t,x(t)\right)\,\mathrm {d} t}
ein kompakter Operator zwischen Banachräumen X und Y und hat K unendlich-dimensionalen Bildraum, dann ist das Bild von {\displaystyle K} von erster Kategorie in {\displaystyle Y}. Das bedeutet, dass {\displaystyle K} nicht stetig invertierbar oder wenigstens offen sein kann. Zur Lösung von Integralgleichungen 1. Art sind daher Regularisierungsverfahren erforderlich.

## Beispiel
Auch das bereits erwähnte Bilden der ersten Ableitung ist ein inkorrekt gestelltes Problem: Betrachtet man beispielsweise den normierten Vektorraum
{\displaystyle \left(C^{\infty }\left([0,1]\right),\|.\|_{\sup }\right)}
der unendlich oft stetig differenzierbaren Funktionen des Intervalls {\displaystyle [0,1]} bezüglich der Supremumsnorm, so ist der Operator
{\displaystyle D\colon {\begin{cases}C^{\infty }\left([0,1]\right)\to C^{\infty }\left([0,1]\right)\\f\mapsto f'\end{cases}}},
welcher der Funktion {\displaystyle f} die Lösung der Integralgleichung
{\displaystyle \int _{0}^{s}x(t)\mathrm {d} t=f(s)}
zuordnet, ein unstetiger linearer Operator:
{\displaystyle f_{n}:={\frac {1}{n}}\sin \left(n^{2}x\right)}
ist im Sinne der Supremumsnorm eine Nullfolge, da
{\displaystyle \|f_{n}\|_{\sup }={\frac {1}{n}},}
aber für
{\displaystyle Df_{n}=f'_{n}=n\cos \left(n^{2}x\right)}
gilt: 
{\displaystyle \|Df_{n}\|_{\sup }=\|f'_{n}\|_{\sup }=n}.
Die Funktionenfolge {\displaystyle f_{n}(t)} konvergiert also gegen die Funktion {\displaystyle f(t)=0}, aber die Folge {\displaystyle Df_{n}\!} der Bilder divergiert.

## Numerisches Differenzieren
Diese Eigenschaft spiegelt sich auch wider, wenn man versucht, näherungsweise gegebene Funktionen numerisch zu differenzieren. Berechnet man beispielsweise numerisch die Ableitung von {\displaystyle \mathrm {e} ^{x}} an der Stelle {\displaystyle x=0{,}5} durch Bilden der Differenzenquotienten {\displaystyle {\frac {\mathrm {e} ^{0{,}5+h}-\mathrm {e} ^{0{,}5}}{h}}} für unterschiedliche Schrittweiten {\displaystyle h}, so erhält man typischerweise folgendes Ergebnis:
| {\displaystyle h\!}      | {\displaystyle {\frac {\mathrm {e} ^{0,5+h}-\mathrm {e} ^{0{,}5}}{h}}} |
| ------------------------ | ---------------------------------------------------------------------- |
| {\displaystyle 1}        | 2,83297                                                                |
| {\displaystyle 0{,}1}    | 1,73398                                                                |
| {\displaystyle 0{,}01}   | 1.65699                                                                |
| {\displaystyle 0{,}001}  | 1,64955                                                                |
| {\displaystyle 0{,}0001} | 1,6488                                                                 |
| {\displaystyle 10^{-5}}  | 1,64873                                                                |
| {\displaystyle 10^{-6}}  | 1,64872                                                                |
| {\displaystyle 10^{-7}}  | 1,64872                                                                |
| {\displaystyle 10^{-8}}  | 1,64872                                                                |
| {\displaystyle 10^{-9}}  | 1,64872                                                                |
| {\displaystyle 10^{-10}} | 1,64872                                                                |
| {\displaystyle 10^{-11}} | 1,64873                                                                |
| {\displaystyle 10^{-12}} | 1,64868                                                                |
| {\displaystyle 10^{-13}} | 1,64979                                                                |
| {\displaystyle 10^{-14}} | 1,64313                                                                |
| {\displaystyle 10^{-15}} | 1,55431                                                                |
| {\displaystyle 10^{-16}} | 2,22045                                                                |

Der exakte Wert der Ableitung ist {\displaystyle \mathrm {e} ^{0{,}5}\approx 1{,}64872}.
Der Fehler nimmt für immer kleinere Schrittweiten {\displaystyle h} also zuerst ab, bis man praktisch den korrekten Wert erhält, für noch kleinere {\displaystyle h} nimmt der Fehler aber überraschenderweise wieder zu. Dies erklärt sich damit, dass für kleine {\displaystyle h} zwar der Diskretisierungsfehler, also der Unterschied zwischen dem Differenzenquotienten und der Ableitung, immer kleiner wird, dafür aber nimmt der Fehler zu, der dadurch entsteht, dass man ja {\displaystyle \mathrm {e} ^{x}} nicht exakt zur Verfügung hat, sondern nur eine numerische Approximation dieser Funktion. Da Differenzieren ein unstetiger linearer Operator ist, kann dieser zweite Fehler beliebig groß werden.
Dieses Verhalten ist generell typisch für inkorrekt gestellte Probleme.

## Weitere Beispiele
Andere Beispiele von Integralgleichungen 1. Art sind die inverse Laplace-Transformation sowie die nach Johann Radon benannte inverse Radon-Transformation, die in der Computertomographie eine wichtige Rolle spielt. Beides sind inkorrekt gestellte Probleme.
Die inverse Fourier-Transformation ist ebenfalls eine Integralgleichung 1. Art, im Gegensatz zu den anderen Beispielen allerdings ein korrekt gestelltes Problem.